# Atsuki kodō no hate
Atsuki kodō no hate (jap. 熱き鼓動の果て) – trzydziesty trzeci singel japońskiego zespołu B’z, wydany 5 czerwca 2002 roku. Osiągnął 1 pozycję w rankingu Oricon i pozostał na liście przez 11 tygodni, sprzedał się w nakładzie 501 120 egzemplarzy. Singel zdobył status podwójnej platynowej płyty.
Utwór tytułowy został wykorzystany jako oficjalna piosenka TV ASAHI NETWORK SPORTS 2002 oraz Panpan Swimming Convention Yokohama 2002.

## Lista utworów
| Nr | Tytuł                                                    | Czas |
| -- | -------------------------------------------------------- | ---- |
| 1. | „Atsuki kodō no hate” (jap. 熱き鼓動の果て)              | 4:08 |
| 2. | „Yoru yo akenaide” (jap. 夜よ明けないで)                 | 4:26 |
| 3. | „Idomeyo hakanai kono toki ni” (jap. 挑めよ儚いこの時に) | 3:31 |

## Muzycy
- Tak Matsumoto: gitara, kompozycja i aranżacja utworów
- Kōshi Inaba: wokal, teksty utworów, aranżacja
- Hideo Yamaki: perkusja (#1)
- Shane Gaalaas: perkusja (#2)
- Akihito Tokunaga: gitara basowa (#1, #3), aranżacja (#1, #3)
- Billy Sheehan: gitara basowa (#2)
- Daisuke Ikeda: aranżacja (#2)

## Notowania
| Lista                                  | Pozycja |
| -------------------------------------- | ------- |
| Oricon Weekly Singles Chart            | 1       |
| Oricon Monthly Singles Chart           | 1       |
| Oricon Yearly Singles Chart (rok 2002) | 14      |